# Fiedorowo
Fiedorowo (ros. Федорово) – wieś w Rosji, w rejonie szeksnińkim obwodu wołogodzkiego. W 2021 r. była niezamieszkana.